# SK Slavia Praha – juniorský tým 2016/2017
Tento článek se podrobně zabývá juniorským týmem SK Slavia Praha v sezoně 2016/17, jeho zápasy a hráči. Slávistická juniorka v pátém ročníku Juniorské ligy obhajovala předchozí umístění na 9. místě. V soutěži se v ročníku 2016/17 představilo 16 týmů, tudíž klub odehrál 30 utkání.

## Realizační tým
Po krátké výměně trenérů mezi juniorkou a týmem dorostu se pro novou sezonu na pozici hlavního trenéra vrátil Pavel Řehák, který tým vedl po většinu minulého ročníku. Na pozici asistenta trenéra tým rozšířil Karel Piták, který na konci sezony ukončil své hráčské působení v klubu, a přestoupil jako volný hráč do Olympie Hradec Králové. Trenérem brankářů se stal po Oldřichu Pařízkovi Luboš Přibyl, jenž se do klubu vrátil z angažmá ve Zbrojovce Brno.
| Post             | Jméno           |
| ---------------- | --------------- |
| Hlavní trenér    | Pavel Řehák     |
| Asistent trenéra | Ivo Knoflíček   |
| Asistent trenéra | Karel Piták     |
| Trenér brankářů  | Luboš Přibyl    |
| Vedoucí mužstva  | Petr Rak        |
| Kustod           | Jaroslav Fousek |
| Masér            | Pavel Síla      |

## Soupiska
| # | Pozice | Hráč           |
| - | ------ | -------------- |
|   | B      | Lukáš Lisa     |
|   | B      | Daniel Toman   |
|   | O      | Josef Jakab    |
|   | O      | Marek Kodr     |
|   | O      | Vojtěch Mareš  |
|   | O      | Václav Prošek  |
|   | O      | Václav Schulz  |
|   | O      | Ondřej Žežulka |

| # | Pozice | Hráč                 |
| - | ------ | -------------------- |
|   | Z      | Marcel Čermák        |
|   | Z      | Ondřej Kocourek      |
|   | Z      | Daniel Krejdl        |
|   | Z      | Antonio Lauricella   |
|   | Z      | František Mysliveček |
|   | Z      | Martin Sulík         |
|   | Z      | Pavel Vávra          |
|   | Ú      | Marco Lauricella     |

### Změny v kádru v letním přestupovém období 2016
| Číslo | Pozice | Nár.  | Hráč           | Věk |
| ----- | ------ | ----- | -------------- | --- |
|       | O      | Česko | David Zajac    | 18  |
|       | Z      | Česko | Pavel Vávra    | 18  |
|       | Z      | Česko | Martin Sulík   | 19  |
|       | Z      | Česko | Matyáš Písačka | 19  |
|       | Z      | Česko | Daniel Havlina | 18  |

| Číslo | Pozice | Nár.  | Hráč           | Věk |
| ----- | ------ | ----- | -------------- | --- |
|       | Z      | Česko | Marcel Čermák  | 19  |
|       | O      | Česko | Daniel Stropek | 18  |
|       | Ú      | Česko | Daniel Krejdl  | 18  |

| Číslo | Pozice | Nár.  | Hráč            | Věk | Kam odešel         | Typ                | Cena | Zdroj |
| ----- | ------ | ----- | --------------- | --- | ------------------ | ------------------ | ---- | ----- |
|       | B      | Česko | Marek Danko     | 20  | FK Kavalier Sázava | návrat z hostování | —    |       |
|       | Ú      | Česko | Oskar Fotr      | 20  | FK Varnsdorf       | hostování 1 rok    | —    |       |
|       | Z      | Česko | Jan Möglich     | 21  | SpVgg Lam          | volný hráč         | —    |       |
|       | Z      | Česko | Ondřej Kocourek | 19  | FK Litoměřicko     | hostování          | —    |       |
|       | O      | Česko | Marek Kodr      | 20  | FK Baník Sokolov   | hostování          | —    |       |
|       | Z      | Česko | David Zoubek    | 20  | SK Benešov         | hostování          | —    |       |
|       | Z      | Česko | Matyáš Písačka  | 19  | FC Slavoj Vyšehrad | přestup            | —    |       |

| Pozice | Nár.  | Hráč                | Věk | Odkud přišel       | Typ              | Kam odešel         | Zdroj |
| ------ | ----- | ------------------- | --- | ------------------ | ---------------- | ------------------ | ----- |
| Ú      | Česko | Jiří Vondráček      | 23  | SK Viktorie Jirny  | volný hráč       | SK Viktorie Jirny  | FAČR  |
| Z      | Česko | Marek Brož          | 21  | SK Český Brod      | volný hráč       | TJ Slovan Velvary  | FAČR  |
| O      | Česko | Timothy Pelikán     | 21  | SK Sokol Brozany   | volný hráč       | FK Hořovicko       | FAČR  |
| Z      | Česko | Sebastian Zdichynec | 21  | FK Chmel Blšany    | volný hráč       | FK Motorlet Praha  | FAČR  |
| B      | Česko | Martin Otáhal       | 20  | SK Český Brod      | hostování        | SK Viktorie Jirny  | FAČR  |
| B      | Česko | Lukáš Soukup        | 21  | FK Viktoria Žižkov | hostování 1 rok  | FK Viktoria Žižkov | FAČR  |
| Z      | Česko | Jiří Sodoma         | 21  | FK Dobrovice       | volný hráč       | FK Motorlet Praha  | FAČR  |
| Z      | Česko | Jan Peterka         | 22  | FC MAS Táborsko    | hostování 1 rok  | FC MAS Táborsko    | FAČR  |
| B      | Česko | Patrik Malina       | 24  | SS Ostrá           | přestup          | SS Ostrá           | FAČR  |
| Z      | Česko | David Červený       | 22  | TJ Slovan Velvary  | volný hráč       | TJ Slovan Velvary  | FAČR  |
| Z      | Česko | Zdeněk Bareš        | 20  | TJ Tatran Rakovník | přestup          | TJ Tatran Rakovník | FAČR  |
| Z      | Česko | Michal Doležal      | 20  | SK Zápy            | volný hráč       | SK Úvaly           | FAČR  |
| Z      | Česko | Nikolas Salašovič   | 21  | FK Viktoria Žižkov | hostování ½ roku | FC Písek           | FAČR  |
| Z      | Česko | Tomáš Valenta       | 20  | FC MAS Táborsko    | hostování ½ roku | FK Dobrovice       | FAČR  |
| Z      | Česko | Miroslav Verner     | 21  | FK TJ Štěchovice   | hostování ½ roku | FK TJ Štěchovice   | FAČR  |
| Ú      | Česko | Lukáš Batka         | 20  | FK TJ Štěchovice   | hostování ½ roku | FK TJ Štěchovice   | FAČR  |
| Z      | Česko | Viktor Šimeček      | 23  | FK Kolín           | hostování ½ roku | FK Litoměřicko     | FAČR  |
| O      | Česko | Jan Prosek          | 21  | FC Slavoj Vyšehrad | hostování ½ roku | FC Slavoj Vyšehrad | FAČR  |
| O      | Česko | Ondřej Bejbl        | 22  | SS Ostrá           | hostování 1 rok  | SS Ostrá           | FAČR  |
| O      | Česko | Adam Ščuka          | 20  | FC Slavoj Vyšehrad |                  |                    | FAČR  |
| Ú      | Česko | Jakub Zámečník      | 23  | SK Zápy            |                  |                    |       |

### Změny v kádru v zimním přestupovém období 2017
| Číslo | Pozice | Nár.  | Hráč                 | Věk | Odkud přišel              | Do roku | Typ            | Cena | Zdroj |
| ----- | ------ | ----- | -------------------- | --- | ------------------------- | ------- | -------------- | ---- | ----- |
|       | O      | Česko | Marek Kodr           | 20  | FK Baník Sokolov          | —       | Návrat z host. |      |       |
|       | O      | Česko | Václav Prošek        | 23  | FC Olympia Hradec Králové | —       | Návrat z host. |      |       |
|       | Z      | Česko | Ondřej Kocourek      | 20  | FK Litoměřicko            | —       | Návrat z host. |      |       |
|       | Z      | Česko | David Zoubek         | 20  | SK Benešov                | —       | Návrat z host. |      |       |
|       | Z      | Česko | František Mysliveček | 21  | FK Ústí nad Labem         | —       | Návrat z host. |      |       |

| Číslo | Pozice | Nár.  | Hráč               | Věk |
| ----- | ------ | ----- | ------------------ | --- |
|       | B      | Česko | Daniel Toman       | 18  |
|       | O      | Česko | Josef Jakab        | 19  |
|       | O      | Česko | Vojtěch Mareš      | 17  |
|       | O      | Česko | Ondřej Žežulka     | 18  |
|       | Z      | Česko | Marcel Čermák      | 18  |
|       | Z      | Česko | Daniel Krejdl      | 19  |
|       | Z      | Česko | Antonio Lauricella | 18  |
|       | Ú      | Česko | Marco Lauricella   | 17  |

| Číslo | Pozice | Nár.     | Hráč            | Věk | Kam odešel                | Typ              | Cena | Zdroj |
| ----- | ------ | -------- | --------------- | --- | ------------------------- | ---------------- | ---- | ----- |
|       | Z      | Česko    | Daniel Souček   | 18  | FC MAS Táborsko           | hostování 1 rok  | —    |       |
|       | Z      | Česko    | David Vavrouš   | 21  | MFK Chrudim               | přestup          | —    |       |
|       | O      | Česko    | Martin Kadavý   | 22  | SK Solnice                | přestup          | —    |       |
|       | O      | Česko    | David Broukal   | 20  | FC Olympia Hradec Králové | přestup          | —    |       |
|       | O      | Česko    | Patrik Gilián   | 21  | FK Ústí nad Labem         | Hostování ½ roku | —    |       |
|       | O      | Ukrajina | Denis Pelyak    | 20  | FK Dobrovice              | přestup          | —    |       |
|       | O      | Česko    | Lukáš Fialka    | 21  | FK Dobrovice              | přestup          | —    |       |
|       | O      | Česko    | Patrik Gilián   | 21  | FK Dobrovice              | Hostování ½ roku | —    |       |
|       | O      | Česko    | Miroslav Routek | 20  | FK Dobrovice              | Hostování ½ roku | —    |       |
|       | O      | Česko    | David Zajac     | 19  | TJ Sokol Libiš            | přestup          | —    |       |
|       | Z      | Česko    | Alex Král       | 18  | FK Teplice                | přestup          | —    |       |
|       | Z      | Česko    | Daniel Havlina  | 19  | MFK Trutnov               | přestup          | —    |       |
|       | Z      | Česko    | Lukáš Veselý    | 19  | MFK Vítkovice             | Hostování ½ roku | —    |       |
|       | Ú      | Česko    | Ondřej Badocha  | 19  |                           |                  | —    |       |
|       | Z      | Česko    | Josef Jakab     | 19  |                           |                  | —    |       |
|       | O      | Česko    | Jan Žárský      | 19  |                           |                  | —    |       |

| Pozice | Nár.  | Hráč              | Věk | Odkud přišel       | Typ              | Kam odešel             | Zdroj |
| ------ | ----- | ----------------- | --- | ------------------ | ---------------- | ---------------------- | ----- |
| Z      | Česko | Nikolas Salašovič | 22  | FC Písek           | přestup          | FK Motorlet Praha      | FAČR  |
| Z      | Česko | Tomáš Valenta     | 20  | FK Dobrovice       | hostování 1 rok  | FK Baník Sokolov       | FAČR  |
| Z      | Česko | Miroslav Verner   | 22  | FK TJ Štěchovice   | přestup          | FK TJ Štěchovice       | FAČR  |
| Z      | Česko | Viktor Šimeček    | 23  | FK Litoměřicko     | hostování ½ roku | SK Benátky nad Jizerou | FAČR  |
| Ú      | Česko | Lukáš Batka       | 20  | FK TJ Štěchovice   |                  |                        | FAČR  |
| O      | Česko | Jan Prosek        | 21  | FC Slavoj Vyšehrad |                  |                        | FAČR  |

## Hráčské statistiky

### Tabulka střelců
| Poz.    | Nár.       | Hráč                 | Góly |
| ------- | ---------- | -------------------- | ---- |
| Z       | Česko      | Lukáš Veselý         | 5    |
| Ú       | Česko      | Ondřej Badocha       | 2    |
| Z       | Česko      | David Broukal        | 2    |
| Z       | Česko      | Marcel Čermák        | 2    |
| Z       | Česko      | Ondřej Kocourek      | 2    |
| O       | Česko      | Marek Kodr           | 2    |
| Ú       | Česko      | Marco Lauricella     | 2    |
| Ú       | Nizozemsko | Mick van Buren       | 2    |
| Z       | Česko      | Pavel Vávra          | 2    |
| Ú       | Česko      | Lukáš Železník       | 2    |
| O       | Česko      | Ondřej Žežulka       | 2    |
| Z       | Chorvatsko | Marko Alvir          | 1    |
| Ú       | Ghana      | Emmanuel Antwi       | 1    |
| Z       | Česko      | Antonín Barák        | 1    |
| Ú       | Česko      | Patrik Gilián        | 1    |
| O       | Česko      | Josef Jakab          | 1    |
| Ú       | Chorvatsko | Petar Musa           | 1    |
| Z       | Česko      | František Mysliveček | 1    |
| O       | Česko      | Václav Schulz        | 1    |
| Z       | Česko      | Daniel Souček        | 1    |
| Ú       | Česko      | Mario Telnar         | 1    |
| Z       | Česko      | David Vavrouš        | 1    |
| Vlastní | Vlastní    | Vlastní              | 1    |
| Celkem  | Celkem     | Celkem               | 37   |

Poslední úprava: konec sezony.

## Zápasy v sezoně 2016/17

### Letní přípravné zápasy
| Datum      | Soupeř                       | Místo              | Výsledek | Střelci Slavie                                       |
| ---------- | ---------------------------- | ------------------ | -------- | ---------------------------------------------------- |
| 02/07/2016 | FC Sellier & Bellot Vlašim   | Kácov              | 2-1      | 33' Veselý, 56' Kocourek                             |
| 06/07/2016 | 1. FK Příbram A              | Písek              | 0-1      |                                                      |
| 09/07/2016 | SK Dynamo České Budějovice A | Kamenice nad Lípou | 1-3      | 89' Kocourek                                         |
| 16/07/2016 | FK Teplice A                 |                    | 2-0      | 77' Zoubek, 79' Kurtalić                             |
| 16/07/2016 | Jiangsu Suning FC            | Šanghaj, Čína      | 2-2      | Pardubský, Žežulka                                   |
| 19/07/2016 | Shanghai SIPG                | Šanghaj, Čína      | 2-0      | 27' Vávra, 76' Badocha                               |
| 20/07/2016 | Shanghai Quanyun             | Šanghaj, Čína      | 2-0      | 11' Žežulka, 27' Lauricella                          |
| 24/07/2016 | FK Litoměřicko               | Xaverov, Praha     | 0-4      |                                                      |
| 19/08/2016 | FK Čechie Vykáň              |                    | 9-1      | Galián, Vávra, Antwi, Havlina, Sulík, Veselý, Zoubek |
| 24/08/2016 | FK Kolín                     |                    | 3-1      | Vávra, Vavrouš, Veselý                               |
| 31/08/2016 | FK Viktoria Žižkov           |                    | 0-1      |                                                      |

### Zimní přípravné zápasy
| Datum      | Soupeř                     | Místo           | Výsledek | Střelci Slavie                                     |
| ---------- | -------------------------- | --------------- | -------- | -------------------------------------------------- |
| 10/01/2017 | SK Sparta Kutná Hora       | Kutná Hora      | 4-1      | 6' Prošek, 10' Zoubek, 78' Prošek, 85' (pen) Vávra |
| 14/01/2017 | FK Litoměřicko             | Brozany         | 1-3      | 65' Telnar                                         |
| 21/01/2017 | FC Sellier & Bellot Vlašim |                 | 0-6      |                                                    |
| 24/01/2017 | FK Čechie Vykáň            | UMT Eden, Praha | 4-0      | 35' (vl.), 38' Telnar, 47' Krejdl, 80' Zajac       |
| 28/01/2017 | FC Chomutov                | Chomutov        | 4-1      | 40' Krejdl, 68', 69' Telnar, 84' (vl.)             |
| 04/02/2017 | FK Dobrovice               | Mladá Boleslav  | 2-2      | 31', 34' Telnar                                    |
| 08/02/2017 | Lech Poznaň B              | Praha           | 0-0      |                                                    |
| 11/02/2017 | FK Humpolec                | Humpolec        | 3-0      | 35' Kocourek, 52' Lauricella, 70' Běloš            |

### Juniorská liga
Hlavní článek: Juniorská liga 2016/17

#### Ligová tabulka
| Poř. | Tým               | Z  | V  | R | P  | VG | OG | B  |
| ---- | ----------------- | -- | -- | - | -- | -- | -- | -- |
| 9.   | FC Viktoria Plzeň | 30 | 13 | 4 | 13 | 54 | 53 | 43 |
| 10.  | FC Slovan Liberec | 30 | 11 | 6 | 13 | 57 | 50 | 39 |
| 11.  | SK Slavia Praha   | 30 | 10 | 8 | 12 | 37 | 42 | 38 |
| 12.  | 1. FK Příbram     | 30 | 10 | 4 | 16 | 55 | 66 | 34 |
| 13.  | FK Teplice        | 30 | 10 | 4 | 16 | 36 | 49 | 34 |

Poslední úprava: konec sezony

Vysvětlivky: Z = Zápasy; V = Výhry; R = Remízy; P = Prohry; VG = Vstřelené góly; OG = Obdržené góly; B = Body.

#### Kolo po kole
| Kolo     | 1 | 2 | 3 | 4 | 5 | 6 | 7 | 8 | 9 | 10 | 11 | 12 | 13 | 14 | 15 | 16 | 17 | 18 | 19 | 20 | 21 | 22 | 23 | 24 | 25 | 26 | 27 | 28 | 29 | 30 |
| -------- | - | - | - | - | - | - | - | - | - | -- | -- | -- | -- | -- | -- | -- | -- | -- | -- | -- | -- | -- | -- | -- | -- | -- | -- | -- | -- | -- |
| Hřiště   | D | V | D | V | D | D | V | D | V | D  | V  | D  | V  | D  | V  | D  | V  | D  | V  | V  | D  | V  | D  | V  | D  | V  | D  | V  | D  | V  |
| Výsledek | V | R | V | V | V | P | P | R | P | P  | V  | V  | R  | P  | P  | V  | R  | V  | R  | P  | P  | P  | P  | P  | P  | V  | V  | R  | R  | R  |
| Pozice   | 3 | 5 | 1 | 1 | 1 | 3 | 8 | 7 | 7 |    |    |    |    |    |    | 8  | 8  | 7  |    |    |    |    |    |    |    |    |    | 11 | 10 | 11 |

Poslední úprava: 31. května 2017

Hřiště: D = Domácí; V = Venkovní. Výsledek: V = Výhra; P = Prohra; R = Remíza

#### Podzimní část
| 1. kolo 31. července 2016 | SK Slavia Praha                    | 2 - 0 | FC Zbrojovka Brno |                               |  |
| 13:00 SELČ | Lukáš Veselý 8' Ondřej Badocha 77' |       |                   | Diváci: 100 Rozhodčí: Nenadál |  |
| Poznámky: Sestava: Řehák – Holík, Broukal, Kodr, Pelyak – Sulík (40. Zoubek), Král (89. Havlina), Badocha, Jablonský – Veselý (81. Žárský), Gilian (83. Písačka). |                                    |       |                   |                               |  |

| 2. kolo 7. srpna 2016 | SK Dynamo Č. Budějovice | 1 - 1 | SK Slavia Praha   |                               |  |
| 11:00 SELČ | Kryštof Kadlec 34'      |       | 48' David Vavrouš | Diváci: 50 Rozhodčí: Matějček |  |
| Poznámky: Sestava: Řehák – Broukal, Veselý, Badocha (77. Gilian), Kocourek, Antwi (70. Vavrouš), Pelyak, Král, Prošek (61. Zoubek), Holík, Kodr. |                         |       |                   |                               |  |

| 3. kolo 15. srpna 2016 | SK Slavia Praha                      | 2 - 0 | FC Vysočina Jihlava |                            |  |
| 15:00 SELČ | Ondřej Kocourek 17' Lukáš Veselý 32' |       |                     | Diváci: 100 Rozhodčí: Váňa |  |
| Poznámky: Sestava: Řehák – Broukal, Veselý (82. Žárský), Badocha (15. Gilian), Kocourek, Antwi (75. Souček), Pelyak, Prošek (87. Vávra), Vavrouš, Vazda (67. Zoubek), Kodr. |                                      |       |                     |                            |  |

| 4. kolo 22. srpna 2016 | 1. FK Příbram  | 1 - 4 | SK Slavia Praha                                                          |                              |  |
| 11:00 SELČ | Roman Květ 77' |       | 20' Marek Kodr 41' Mick van Buren 57' Mick van Buren 64' (vl.) Jan Kvída | Diváci: 100 Rozhodčí: Rejžek |  |
| Poznámky: Sestava: Řehák – Broukal, Jablonský (58. Gilian), Veselý (46. Badocha), Kocourek, Antwi, Král, Van Buren (58. Vavrouš), Prošek (75. Souček), Mingazov (58. Pelyak), Kodr. |                |       |                                                                          |                              |  |

| 5. kolo 28. srpna 2016 | SK Slavia Praha                                     | 3 - 2 | FC Viktoria Plzeň                         |                               |  |
| 10:15 SELČ | Lukáš Veselý 5' Antonín Barák 56' David Broukal 86' |       | 14' (vl.) David Broukal 70' Lukáš Matějka | Diváci: 60 Rozhodčí: Matějček |  |
| Poznámky: Sestava: Lisa – Žárský (67. Vavrouš), Broukal, Veselý (67. Souček), Gilian, Badocha (87. Vávra), Pelyak, Král, Fialka, Mingazov, Barák. |                                                     |       |                                           |                               |  |

| 6. kolo 11. září 2016 | SK Slavia Praha   | 1 - 3 | FK Teplice                                                   |                               |  |
| 10:15 SELČ | Patrik Gilián 84' |       | 21' Marek Červenka 35' (pen) Marek Červenka 39' Asmir Softić | Diváci: 100 Rozhodčí: Nenadál |  |
| Poznámky: Sestava: Řehák - Žárský (70. Vávra), Broukal, Fialka (59. D. Souček), Pelyak - Veselý (70. Schulz), Vavrouš, Král, Antwi (81. Sulík) - Gilian, Železník (59. Badocha) Za Teplice se na hřišti objevili Robert Hrubý a Marek Červenka |                   |       |                                                              |                               |  |

| 7. kolo 18. září 2016 | FC Slovan Liberec                                                                | 5 - 0 | SK Slavia Praha |                              |  |
| 10:15 SELČ | Jan Šulc 4' Jakub Barac 26' Filip Lesniak 55' Petr Heppner 60' Erik Micovčák 73' |       |                 | Diváci: 123 Rozhodčí: Ginzel |  |
| Poznámky: Sestava: Řehák – Žárský, Železník (66. Sulík), Broukal, Veselý (29. Gilian), Badocha, Král, Vavrouš, Fialka, Souček (64. Vávra), Schulz. |                                                                                  |       |                 |                              |  |

| 8. kolo 26. září 2016 | SK Slavia Praha    | 1 - 1 | AC Sparta Praha    |                                |  |
| 11:00 SELČ | Emmanuel Antwi 16' |       | 35' Tiémoko Konaté | Diváci: 250 Rozhodčí: Adámková |  |
| Poznámky: Sestava: Řehák – Železník (46. Gilian), Broukal, Veselý (86. Žárský), Badocha, Antwi, Pelyak, Vavrouš (61. Král), Fialka, Souček (77. Schulz), Van Buren. |                    |       |                    |                                |  |

| 9. kolo 3. října 2016 | MFK Karviná                                    | 3 - 1 | SK Slavia Praha   |                                |  |
| 13:30 SELČ | Martin Macej 14' Ostap Sas 38' Filip Panák 84' |       | 68' Václav Schulz | Diváci: 42 Rozhodčí: Dubravský |  |
| Poznámky: Sestava: Přibyl – Broukal, Veselý, Badocha, Gilian, Sulík (68. Jakab), Pelyak, Vavrouš (88. Zajac), Fialka, Vávra (46. Žárský), Souček (62. Schulz). |                                                |       |                   |                                |  |

| 10. kolo 16. října 2016 | SK Slavia Praha | 0 - 2 | FC Hradec Králové               |                              |  |
| 10:15 SELČ |                 |       | 17' David Novák 40' Pavel Černý | Diváci: 100 Rozhodčí: Franěk |  |
| Poznámky: Sestava: Řehák – Souček T. (61. Vavrouš), Železník, Broukal, Jablonský, Veselý (57. Gilian), Badocha (76. Sulík), Pelyak, Král, Souček D. (68. Schulz), Van Buren. |                 |       |                                 |                              |  |

| 11. kolo 23. října 2016 | FK Fotbal Třinec | 0 - 1 | SK Slavia Praha |                               |  |
| 13:00 SELČ |                  |       | 6' Lukáš Veselý | Diváci: 59 Rozhodčí: Adámková |  |
| Poznámky: Sestava: Řehák – Žežulka, Broukal, Veselý (87. Havlina), Gilian (63. Pelyak), Vavrouš, Fialka, Vávra, Souček, Jakab, Telnar (75. Routek). |                  |       |                 |                               |  |

| 12. kolo 30. října 2016 | SK Slavia Praha                       | 2 - 0 | FK Jablonec |                              |  |
| 10:15 SEČ | Lukáš Železník 12' Ondřej Badocha 73' |       |             | Diváci: 150 Rozhodčí: Hrubeš |  |
| Poznámky: Sestava: Řehák – Žežulka, Broukal, Jablonský (36. Vávra), Veselý (85. Pelyak), Gilian (60. Badocha), Vavrouš (60. Král), Fialka, Souček, Jakab, Železník (89. Havlina). |                                       |       |             |                              |  |

| 13. kolo 6. listopadu 2016 | Bohemians Praha 1905                          | 2 - 2 | SK Slavia Praha                     |                            |  |
| 10:30 SEČ | David Broukal 2' (vl.) Tomáš Berger 22' (pen) |       | 44' Lukáš Železník 75' Lukáš Veselý | Diváci: 100 Rozhodčí: Váňa |  |
| Poznámky: Sestava: Řehák – Mikula, Fialka, Broukal (28. Veselý), Routek, Pelyak (71. Souček), Vavrouš (46. Král), Badocha (82. Gilian), Jakab, Železník, Van Buren. |                                               |       |                                     |                            |  |

| 14. kolo 20. listopadu 2016 | SK Slavia Praha                    | 2 - 6 | FK Dukla Praha                                                                                              |                               |  |
| 10:15 SEČ | Daniel Souček 56' Mario Telnar 72' |       | 6' Emmanuel Edmond 8' Emmanuel Edmond 41' Ladislav Vopat 76' Daniel Kozel 80' Adam Vlček 88' Ladislav Vopat | Diváci: 80 Rozhodčí: Matějček |  |
| Poznámky: Sestava: Řehák – Broukal, Routek, Veselý (80. Zajac), Gilian (46. Telnar), Král, Vavrouš (62. Schulz), Vávra, Souček, Jakab (70. Sulík), Železník. |                                    |       | |                               |  |

| 15. kolo 27. listopadu 2016 | FK Mladá Boleslav                         | 2 - 0 | SK Slavia Praha |                             |  |
| 11:00 SEČ | Kevin Edwing Malpon 37' Jan Kalabiška 80' |       |                 | Diváci: 98 Rozhodčí: Rejžek |  |
| Poznámky: Sestava: Lisa – Mikula, Broukal, Routek (46. Pelyak), Jablonský, Veselý (60. Vávra), Gilian (60. Novák), Král, Vavrouš, Souček, Jakab (88. Schulz). |                                           |       |                 |                             |  |

| 16. kolo 1. prosince 2016 | SK Slavia Praha                   | 2 - 0 | SK Dynamo Č. Budějovice |                           |  |
| 11:00 SEČ | David Broukal 37' Pavel Vávra 67' |       |                         | Diváci: 57 Rozhodčí: Orel |  |
| Poznámky: Sestava: Řehák – Broukal, Gilian (87. Tektas), Hönig, Král, Pelyak, Schulz, Telnar (82. Havlina), Vávra (73. Sulík), Vavrouš, Žežulka. |                                   |       |                         |                           |  |

#### Jarní část
| 17. kolo 19. února 2017 | FC Vysočina Jihlava | 0 - 0 | SK Slavia Praha |                                |  |
| 11:00 SEČ |                     |       |                 | Diváci: 60 Rozhodčí: Dubravský |  |
| Poznámky: Sestava: Otáhal – Jakab, Mareš, Žežulka, Lauricella M. (67. Krejdl), Čermák, Bjeloš (74. Vávra), Prošek, Kocourek (90. Schulz), Alvir, Kodr |                     |       |                 |                                |  |

| 18. kolo 26. února 2017 | SK Slavia Praha                                                                   | 4 - 1 | 1. FK Příbram  |                              |  |
| 10:15 SEČ | Ondřej Žežulka 13' Marko Alvir 55' Ondřej Kocourek 59' (pen) Marco Lauricella 65' |       | 30' Jiří Mareš | Diváci: 100 Rozhodčí: Houdek |  |
| Poznámky: Sestava: Otáhal – Jakab, Mareš V., Žežulka, Lauricella M. (66. Vávra), Čermák, Bjeloš (46. Krejdl), Prošek (77. Sulík), Kocourek (77. Schulz), Alvir, Kodr |                                                                                   |       |                |                              |  |

| 19. kolo 3. března 2017 | FC Viktoria Plzeň | 0 - 0 | SK Slavia Praha |                               |  |
| 13:00 SEČ |                   |       |                 | Diváci: 60 Rozhodčí: Matějček |  |
| Poznámky: Sestava: Otáhal – Jakab, Mareš, Žežulka, Lauricella M. (69. Prosek), Čermák, Bjeloš (74. Zoubek), Prošek, Krejdl, Kocourek, Kodr. |                   |       |                 |                               |  |

| 20. kolo 12. března 2017 | FK Teplice        | 1 - 0 | SK Slavia Praha |                             |  |
| 10:30 SEČ | Marek Richter 68' |       |                 | Diváci: 92 Rozhodčí: Ginzel |  |
| Poznámky: Sestava: Otáhal – Jakab, Mareš, Žežulka, Lauricella M. (46. Vávra), Čermák, Prošek, Krejdl, Kocourek, Prosek (76. Sulík), Kodr. |                   |       |                 |                             |  |

| 21. kolo 19. března 2017 | SK Slavia Praha | 0 - 1 | FC Slovan Liberec  |                               |  |
| 10:15 SEČ |                 |       | 8' Wesley da Silva | Diváci: 100 Rozhodčí: Mikyska |  |
| Poznámky: Sestava: Otáhal – Jakab (72. Mareš), Žežulka, Schulz (65. Lauricella M.), Čermák, Kovařík (80. Lauricella A.), Krejdl, Vávra, Kocourek (46. Stehno), Prosek, Kodr. |                 |       |                    |                               |  |

| 22. kolo 3. dubna 2017 | AC Sparta Praha                    | 2 - 1 | SK Slavia Praha   |                            |  |
| 13:00 SELČ | Tomáš Cabadaj 3' Matěj Pulkrab 71' |       | 65' Marcel Čermák | Diváci: 498 Rozhodčí: Orel |  |
| Poznámky: Sestava: Kovář – Mareš, Žežulka, Schulz, Čermák M., Prošek, Lauricella A. (46. Jakab), Krejdl (60. Zoubek), Kocourek (85. Lauricella M.), Prošek, Kodr. |                                    |       |                   |                            |  |

| 23. kolo 9. dubna 2017 | SK Slavia Praha    | 1 - 2 | MFK Karviná                                   |                              |  |
| 14:00 SELČ | Ondřej Žežulka 49' |       | 8' (vl.) Vojtěch Mareš 85' Gianpaolo Pezzotti | Diváci: 150 Rozhodčí: Rejžek |  |
| Poznámky: Sestava: Otáhal – Jakab (66. Vávra), Mareš, Žežulka, Schulz, Čermák, Prošek, Krejdl (66. Zoubek), Kocourek (83. Lauricella M.), Prosek, Kodr. |                    |       |                                               |                              |  |

| 24. kolo 16. dubna 2017 | FC Hradec Králové                                 | 3 - 0 | SK Slavia Praha |                                |  |
| 12:00 SELČ | Libor Žondra 39' Jiří Miker 48' Petr Václavek 82' |       |                 | Diváci: 100 Rozhodčí: Pechanec |  |
| Poznámky: Sestava: Lisa – Jakab (60. Schulz), Mareš, Schnürer, Žežulka, Čermák, Udovčič, Krejdl (60. Novák), Kocourek (60. Zoubek), Auer, Kodr. |                                                   |       |                 |                                |  |

| 25. kolo 23. dubna 2017 | SK Slavia Praha | 0 - 2 | FK Fotbal Třinec                 |                             |  |
| 14:00 SELČ |                 |       | 6' Mario Latocha 61' Marcin Žyla | Diváci: 60 Rozhodčí: Mrázek |  |
| Poznámky: Sestava: Otáhal – Jakab (62. Souleye), Mareš, Čermák (78. Sulík), Bjeloš (62. Zoubek), Prošek, Alvir, Žežulka, Krejdl (46. Schulz), Kocourek (62. Prosek), Kodr |                 |       |                                  |                             |  |

| 26. kolo 1. května 2017 | FK Jablonec | 0 - 2 | SK Slavia Praha                         |                                |  |
| 15:00 SELČ |             |       | 39' Marek Kodr 83' František Mysliveček | Diváci: 150 Rozhodčí: Matoušek |  |
| Poznámky: Sestava: Otáhal – Jakab (46. Alvir), Mareš, Musa (75. Krejdl), Čermák (88. Vávra), Bjeloš (85. Schulz), Prošel, Žežulka, Zoubek (72. Mysliveček), Prosek, Kodr. |             |       |                                         |                                |  |

| 27. kolo 7. května 2017 | SK Slavia Praha                                  | 3 - 0 | Bohemians Praha 1905 |                               |  |
| 10:15 SELČ | Petar Musa 32' Marcel Čermák 37' Pavel Vávra 88' |       |                      | Diváci: 70 Rozhodčí: Adámková |  |
| Poznámky: Sestava: Lisa – Jakab (84. Krejdl), Mareš (11. Badocha, 87. Lauricella M.), Musa, Čermák, Bjeloš (65. Schulz, 72. Vávra), Prošek, Žežulka, Zoubek, Prosek, Kodr. |                                                  |       |                      |                               |  |

| 28. kolo 7. května 2017 | FK Dukla Praha       | 1 - 1 | SK Slavia Praha       |                                |  |
| 10:15 SELČ | Vojtěch Brabenec 32' |       | 44' (pen) Josef Jakab | Diváci: 100 Rozhodčí: Pechanec |  |
| Poznámky: Sestava: Lisa – Jakab, Badocha (77. Sulík), Čermák, Bjeloš (67. Mysliveček), Prošek, Žežulka, Krejdl (75. Novák), Zoubek (81. Vávra), Prosek, Kodr |                      |       |                       |                                |  |

| 29. kolo 21. května 2017 | SK Slavia Praha | 0 - 0 | FK Mladá Boleslav |                            |  |
| 10:15 SELČ |                 |       |                   | Diváci: 100 Rozhodčí: Váňa |  |
| Poznámky: Sestava: Otáhal – Jakab, Simo Kingue, Badocha (76. Krejdl), Čermák, Bjeloš (60. Mysliveček), Prošek, Žežulka, Zoubek (70. Vávra), Prosek, Kodr. |                 |       |                   |                            |  |

| 30. kolo 28. května 2017 | FC Zbrojovka Brno | 1 - 1 | SK Slavia Praha      |                                |  |
| 14:00 SELČ | Marek Vintr 76'   |       | 81' Marco Lauricella | Diváci: 150 Rozhodčí: Machálek |  |
| Poznámky: Sestava: Lisa – Jakab, Simo Kingue, Mysliveček, Prošek, Čermák (67. Lauricella M.), Žežulka, Kocourek (46. Vávra), Zoubek (74. Krejdl), Prosek, Kodr |                   |       |                      |                                |  |